# David Villa
David Villa Sánchez (født 3. december 1981 i Langreo, Asturien) er en spansk fodboldspiller, der spiller for New York City 
I juni 2018 skiftede David Villa sammen med sin gamle holdkammerat Andrés Iniesta til den japanske klub Vissel Kobe..
Han debuterede i den bedste spanske fodboldrække, La Liga, for Real Zaragoza i 2003, hvortil han kom fra Sporting Gijon. I sommeren 2005 blev han solgt videre til storklubben Valencia CF for 12 millioner euro. I hans første sæson i Valencia CF (sæsonen 2005/06) scorede han 25 mål i 35 ligakampe, et mål mindre end topscoreren, Samuel Eto'o i FC Barcelona.
I Spaniens åbningskamp under VM 2006 mod Ukraine scorede David Villa to gange (Spanien vandt kampen 4-0). Til EM 2008 i Schweiz og Østrig, scorede han et hattrick i den første kamp mod Rusland, og lagde op til yderligere et mål i kampen, der blev vundet 4-1. Spanien vandt efterfølgende EM og han blev topscorer med 4 mål. Dog måtte han skuffende se finalen fra bænken idet han i semifinalen mod Rusland måtte udgå med en skade.
David Villas forcer på banen er hans hurtighed, teknik og fantastiske afslutninger. Hans idol er det spanske fodboldikon, Quini, som spillede størstedelen af hans karriere i Sporting Gijon over to perioder, idet han også havde et succesrigt ophold i FC Barcelona. Gijon som David Villa netop også startede sin karriere i, efter at områdets største klub, Real Oviedo ikke tilbød Villa kontrakt da de ikke kunne se potentiale i ham.